# Pniarek lekarski

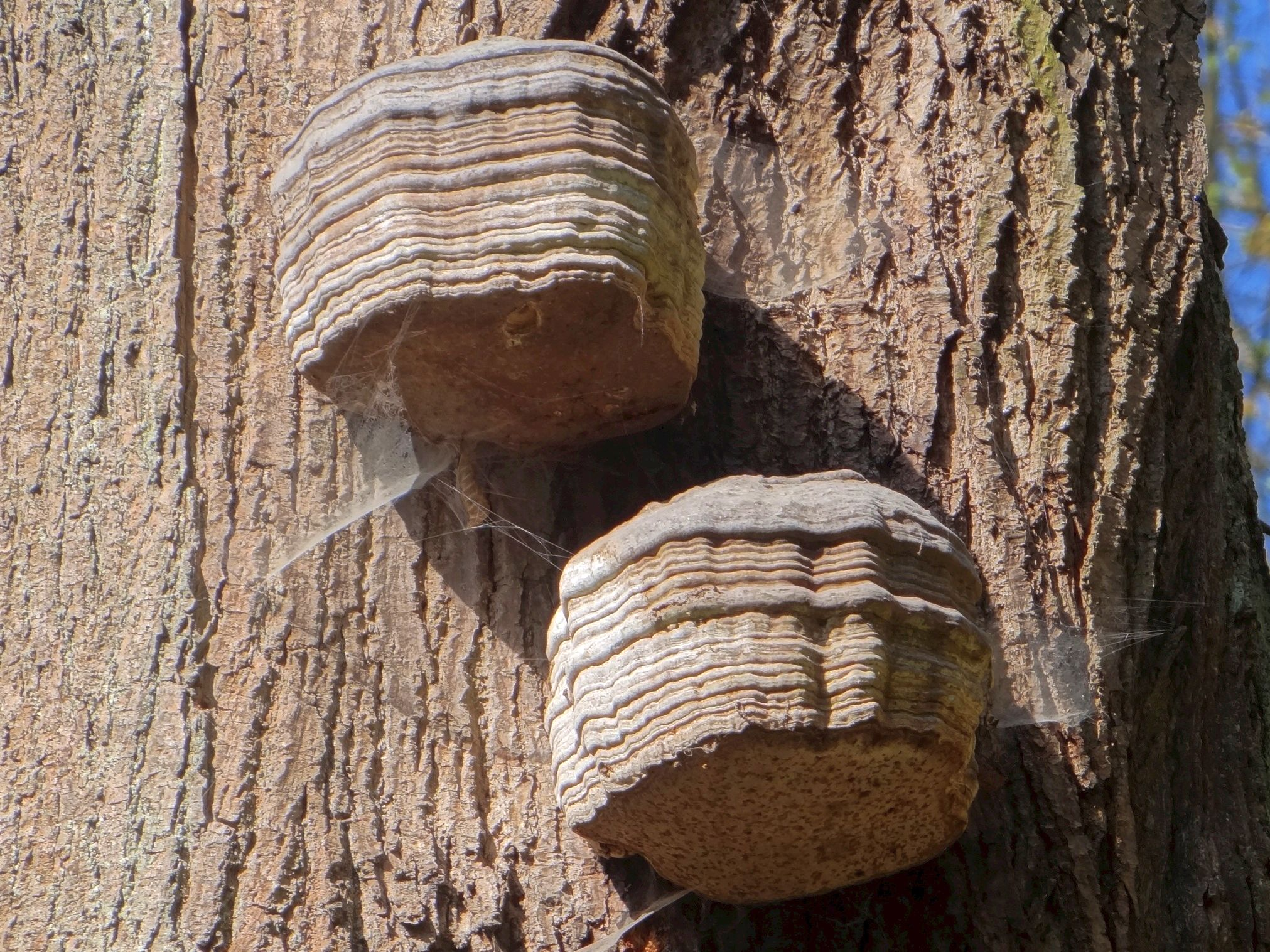

Pniarek lekarski (Fomitopsis officinalis (Vill.) Bondartsev & Singer) – gatunek grzybów z rodziny pniarkowatych (Fomitopsidaceae).

## Systematyka i nazewnictwo
Pozycja w klasyfikacji według Index Fungorum: Fomitopsis, Fomitopsidaceae, Polyporales, Incertae sedis, Agaricomycetes, Agaricomycotina, Basidiomycota, Fungi.
Po raz pierwszy opisał go w 1788 roku francuski botanik Dominique Villars, nadając mu nazwę Boletus officinalis. Obecną, uznaną przez Index Fungorum nazwę nadali mu w 1941 roku Appollinaris Semenovich Bondartsev i Rolf Singer, przenosząc go do rodzaju Fomitopsis. Synonimy nazwy naukowej:

- Boletus officinalis Vill. 1788
- Polyporus officinalis (Vill.) Fr. 1821
- Piptoporus officinalis (Vill.) P. Karst. 1882
- Cladomeris officinalis (Vill.) Quél. 1886
- Ungulina officinalis (Vill.) Pat. 1900
- Fomes officinalis (Vill.) Bres. 1931
- Laricifomes officinalis (Vill.) Kotl. & Pouzar 1957
- Agaricum officinale (Vill.) Donk 1971
- Boletus laricis F. Rubel 1778
- Fomes laricis (F. Rubel) Murrill 1903
- Boletus purgans J.F. Gmel. 1792
- Boletus agaricum Pollini 1824
- Fomes fuscatus Lázaro Ibiza 1916[4].

Polską nazwę pniarek lekarski nadał Władysław Wojewoda w 1999 r. Gatunek opisywany był także pod innymi nazwami: modrzewnik lekarski; huba lekarska, modrzewiowa, niedźwiedzia, gąbka modrzewowa i agaryk modrzewiowy

## Morfologia
Owocnik
Wieloletnie owocniki mogące żyć nawet do 80 lat i osiągające do 1 metra wysokości i wagę do 10 kg. Największy znany owocnik ma 82 warstwy przyrostu i jest przechowywany w Uniwersytecie w Waszyngtonie. Szare, z czasem kruche, popękane. Przyrośnięte bokiem do pnia, brak trzonu, zwykle kopytowate, po wielu latach cylindryczne, czasami owocniki pozrastane ze sobą.
Cechy mikroskopowe
Miąższ biały, kruchy, serowaty i bardzo gorzki. Pory białe (1–)4–5 na mm. Rurki długości 3–20 mm, często warstwami. Zarodniki elipsoidalne, gładkie, hialinowe, z kroplami, nieamyloidalne, 6–9 × 3–4 µm.

## Występowanie i siedlisko
Jest to gatunek o bardzo rozległym zasięgu występowania, obejmującym znaczną część półkuli północnej. Znany jest z Afryki (Maroko), Ameryki Północnej (Kanada, USA), Azji (Chiny, Indie, Japonia, Korea, Mongolia, Rosja: Kamczatka, zachodnia Syberia, Turcja) oraz z Europy (Austria, Białoruś, Francja, Grecja, Hiszpania, Holandia, Litwa, Niemcy, Polska, Rosja, Rumunia, Słowacja, Słowenia, Szwajcaria, Ukraina, Włochy). W Polsce do 2020 r. notowany na 11 stanowiskach dawnych i 6 współczesnych. Najwięcej drzew z owocnikami pniarka lekarskiego zaobserwowano na terenie obszaru ochronnego „Góra Chełmowa” w Świętokrzyskim Parku Narodowym. Od roku 1983 objęty ochroną ścisłą bez możliwości zastosowania wyłączeń
spod ochrony uzasadnionych względami gospodarki rolnej, leśnej lub rybackiej. W Czerwonej liście roślin i grzybów Polski ma kategorię zagrożenia E (wymierające – krytycznie zagrożone). Gatunek wpisany do Czerwonej księgi gatunków zagrożonych IUCN – kategoria zagrożenia EN zagrożone (endangered).
W Europie występuje głównie na bardzo starych modrzewiach, w lasach o charakterze naturalnym, bardzo rzadko w drzewostanach odnawianych sztucznie. Żywicielami jego poza modrzewiem (Larix sp.) są rzadko inne gatunki z rodzajów: jodła (Abies sp.), cedr (Cedrus sp.), świerk (Picea sp.), sosna (Pinus sp.), daglezja (Pseudotsuga sp.) i choina (Tsuga sp.).

## Znaczenie
Grzyb pasożytniczy rozwijający się w Polsce wyłącznie na modrzewiach, powodujący brunatną zgniliznę drewna. Używany był do celów rytualno-obrzędowych u Indian północnoamerykańskich. Uważany jest za jeden z najstarszych grzybów leczniczych Euroazji. Znany był już w czasach starożytnych Greków i Rzymian. Stosowano go jako panaceum na wszelkie dolegliwości (m.in. nadmierna potliwość przy gruźlicy, schorzenia oddechowe, reumatyzm, zawroty głowy, dolegliwości przewodu pokarmowego, nowotwory). W Jakucji pniarek lekarski służył do produkcji mydła.